# ستيفن بريتو
ستيفن بريتو (بالإسبانية: Steven Nicanor Prieto Morales)‏ (30 يوليو 1997 بأوفييدو في إسبانيا - ) هو لاعب كرة قدم إسباني في مركز الهجوم.

## روابط خارجية
- ستيفن بريتو على موقع قاعدة بيانات كرة القدم.إي يو (الإنجليزية)
- ستيفن بريتو على موقع Soccerway.com (الإنجليزية)